# Winkelcentrum Leyweg
Winkelcentrum Leyweg is een deels overdekt winkelcentrum in Den Haag. Gelegen in het stadsdeel Escamp (Morgenstond-West). Op het stadscentrum na is het winkelcentrum het grootste winkelgebied van de stad, met een tevens een regionale functie voor bewoners van het Den Haag Zuidwest.

## Geschiedenis
Het oorspronkelijke winkelcentrum Leyweg is in 1960 gebouwd.  Na 1997 zijn voor het gebied herontwikkelingplannen opgesteld. Op 16 oktober 2003 werd Leyweg heropend na jarenlange renovatie en uitbreiding. Enkele parallel lopende straten zijn tot voetgangersgebied gemaakt. Er zijn drie winkelblokken bij gekomen en 68 appartementen.

## Markt
Iedere dinsdag wordt rond het voormalig V&D-blok van het winkelcentrum een warenmarkt gehouden.

## Bereikbaarheid
Het winkelcentrum is bereikbaar met zowel auto als openbaar vervoer. Het winkelcentrum is van twee zijden bereikbaar. Op het busstation Leyweg stoppen bussen van de HTM-lijnen 21, 23 en 25 en op de halte Leyweg/Melis Stokelaan trams van de lijnen 9, 10 (spitslijn), 16 en EBS lijn 37. Winkelcentrum Leyweg beschikt over een tweetal parkeergarages met een totale capaciteit van 1000 parkeerplaatsen.